# NSU・ヴァンケルスパイダー
NSU・ヴァンケルスパイダー（単にNSU・スパイダーと呼ばれる場合もある）は、ドイツ・NSUが1964年に発売した、世界初のロータリーエンジン搭載の市販乗用車である。

## 概要
1964年のフランクフルト自動車ショーで初公開された。ボディは1959年から売られていた、ベルトーネデザイン（フランコ・スカリオーネ時代）の2ドアクーペであるシュポルト・プリンツをベースに2座オープン化されたもので、前後の重量配分を改善するためにラジエーターがフロントに移されたため、フロントに新たにグリルが設けられた。同じ理由で35リッターの燃料タンクもフロントに移され、前輪にはディスクブレーキも装備されて、ロータリーエンジン搭載による動力性能向上に備えた。
フェリクス・ヴァンケル発明のロータリーエンジンは、その構造上、通常のレシプロエンジンでは得られないスムーズさ、燃焼効率、コンパクトな外寸が実現可能な未来のエンジンとして、1960年代初頭の自動車技術の花形であった。スパイダーの後車軸上に搭載されたエンジンはシングルローター500ccで50馬力/5,500rpmを発し、後期型では54馬力/6,000rpmと表示され、ベースとなったシュポルト・プリンツの空冷2気筒583cc30馬力よりも2倍近くもパワフルであった。回転の上昇は極めてスムーズで、メーカー指定のレブリミット6,000rpmを越え、容易に7,000rpm以上に達し、その場合、0–100km/h加速はカタログ値の15.7秒を上回る14.5秒を記録した。
NSU製ロータリーエンジンはオイル消費の過大やアペックスシールの磨耗などの問題が解決されておらず、特に後継車となったRo80ではトラブルが続出し、その対応による負担に耐えかねたNSUは1969年アウディに吸収合併されることになるが、このスパイダーは実験作的な意味合いが強く1967年までに2,375台が販売されたに過ぎなかったため、問題はRo80ほどには顕在化しなかった。
1966-1967年シーズン、カリフォルニア州リッチモンドのアル・オジェー（Al Auger ）は、ロールバーとレーシングタイヤを装着しただけのヴァンケルスパイダーでSCCAスポーツカーレースに参戦、2シーズン連続でシリーズ通算2位の成績を挙げ、ロータリーエンジン市販車で初めてレースに参戦した人物とされている。
当時の代理店である中央自動車・安全自動車によって日本にも輸入され、当時の外車ショーにも展示されたことがある。